# Campeonato Maranhense de Futebol de 1947
O Campeonato Maranhense de Futebol de 1947 foi a 26º edição da divisão principal do campeonato estadual do Maranhão. O campeão foi o Moto Club que conquistou seu 4º título na história da competição. O artilheiro do campeonato foi Batistão, jogador do Sampaio Corrêa, com 11 gols marcados.

## Premiação
| Campeonato Maranhense de 1947 |
| São Luís                      |
| ----------------------------- |
| Moto Club Campeão (4º título) |